# Kerry Livgren
Kerry Livgren (Topeka, 18 settembre 1949) è un chitarrista, cantante, compositore e produttore discografico statunitense, noto soprattutto per essere stato membro del gruppo rock Kansas dal 1972 al 1983, nonché principale compositore del gruppo insieme a Steve Walsh.

## Biografia
Livgren è cresciuto a Topeka, nel Kansas; suo padre, Allen Leroy, un ingegnere industriale. Si è appassionato alla musica in giovane età, soprattutto classica e jazz. Agli inizi di carriera ha frequentato la Washburn University per due anni. Chitarrista di formazione hard rock, dopo aver raggiunto una notevole popolarità negli anni settanta, nel 1983 abbandonò il gruppo per dedicarsi alla carriera solista, già iniziata nel 1980. Oltre alla sua militanza nel gruppo di Topeka, è stato il fondatore di band di minore fama come AD e Proto-Kaw.

## Carriera

### I Kansas
Dopo che i primi tre album della band statunitense in due anni non riuscirono a fornire loro un singolo di grande successo, essi furono messi sotto pressione da parte del produttore Don Kirshner; così, insieme al resto del gruppo Livgren si rese conto che era la loro ultima possibilità. A causa del blocco dello scrittore di Walsh, Livgren si ritrovò a scrivere tutte le canzoni per il quarto album del gruppo, Leftoverture. L'ultimo giorno di prove per il nuovo album, Livgren ha portato alla band un'altra canzone, che hanno suonato una volta prima di andare in studio. Il brano Carry On Wayward Son fu un grande successo dei Kansas, raggiungendo la posizione n. 11.
Cavalcando il successo di Leftoverture, Livgren ha scritto Dust in the Wind per l'album Point of Know Return. Come Carry On Wayward Son, Dust in the Wind è stata aggiunta all'album all'ultimo minuto e divenne il loro singolo con la posizione più alta in classifica, raggiungendo il n. 6.

### L'attività solista
Nel 1980 Livgren ebbe una conversione religiosa; divenne un cristiano rinato che lo portò ad una svolta  delle sue composizioni. In quello stesso anno pubblicò il suo primo album da solista, Seeds of Change. Alle registrazioni prendono parte diversi membri dei Kansas, insieme al cantante degli Ambrosia David Pack e al cantante dei Rainbow Ronnie James Dio,  nei brani To Live for the King e Mask of the Great Deceiver.
Livgren registrerà in seguito altri tre album con i Kansas. Tuttavia, la tensione stava crescendo tra i membri della band a causa dei suoi nuovi testi. Di conseguenza, Steve Walsh lasciò la band verso la fine del 1981, così come Robby Steinhardt prima della registrazione dell'album Drastic Measures del 1983. Nel frattempo Livgren era anche diventato sempre più insoddisfatto della direzione musicale della band, e avrebbe lasciato poco dopo l'uscita dello stesso album.
In seguito,Livgren ha continuato ad apparire occasionalmente con il Kansas in vari tour dagli anni '90 e ha contribuito con nuove canzoni a The Kansas Boxed Set nel 1994,  e a Freaks of Nature nel 1995.
Nel 2000, i membri originali e attuali del Kansas si sono riuniti nello studio di Livgren per registrare un nuovo album da lui composto, intitolato Somewhere to Elsewhere. Nonostante l'album ricevette recensioni molto favorevoli, le vendite non furono comunque paragonabili ai successi passati dei Kansas.
Nel 1989, Livgren pubblicò il suo primo album completamente strumentale, One of Many Possible Musiks. Ha suonato svariati strumenti, in stile hard rock e fusion. Ha quindi pubblicato un doppio CD che celebra i 10 anni dalla sua prima incisione da solista, intitolata Decade. Essa comprende i primi due album di Livgren, Seeds of Change e Time Line per intero, più tracce di altri album e canzoni inedite. Nel 1994, dopo essere tornato a Topeka, Livgren creò la società di produzione GrandyZine (presumibilmente un gioco di parole della frase grand design), e fondò la Numavox Record, casa discografica di sua proprietà. Nel 1995, egli pubblicò When Things Get Electric con la sua nuova etichetta. Nel 1996 ha pubblicato la sua prima colonna sonora per il lungometraggio di animazione Odyssey into the Mind's Eye. Nel 1998 ha re-inciso l'album Prime Mover, aggiungendo cinque brani inediti. Nel 2000, Livgren ha pubblicato Collector's Sedition, con diversi cantanti tra cui suo nipote, Jake Livgren. All'epoca stava scrivendo nuove canzoni  e si rese conto che alcune di esse presentavano sonorità simili a quelle dei Kansas. Ciò comportò  un album di reunion con gli stessi Kansas, intitolato Somewhere to Elsewhere; questa era la prima volta che Livgren scriveva tutte le canzoni per un album del Kansas. Poco dopo l'uscita di questo album, Livgren ha iniziato a lavorare alla raccolta The Best of Kerry Livgren, contenente anche alcune tracce degli AD. L'album include anche due nuove canzoni.

### Gli AD
Nel 1983, dopo la sua partenza dal Kansas, Livgren registrò il suo secondo album, prodotto dalla CBS, Time Line, inciso con collaboratori come Dave Hope, Warren Ham, Michael Gleason e il batterista Dennis Holt. Alla fine delle sessioni di registrazione, Livgren decise di chiamare questo nuovo gruppo da lui fondato AD. Gli AD fecero quattro tour tra il 1983 e il 1986 e incisero due album. Successivamente, Livgren ha affermato in diverse occasioni di aver vissuto alcuni dei punti più alti e più bassi della sua carriera durante il suo periodo con questa band; nel suo libro Seeds of Change: The Spiritual Quest of Kerry Livgren, afferma però che quello fu il suo miglior periodo come chitarrista. Gli AD pubblicarono Art of the State nel 1985. Nel 1988 la band si sciolse definitivamente, anche se non fu annunciata alcuna rottura ufficiale. Nel 1988, Livgren pubblicò un nuovo album di canzoni inedite, composte nel periodo degli AD, intitolato Prime Mover. Livgren ha suonato la chitarra e la tastiera, mentre il sassofono e la voce sono di Warren Ham. Nel 1997, Livgren ritrovò casualmente le registrazioni di due esibizioni degli AD del 1984 e del 1985  li fece pubblicare in un album chiamato AD Live. Le esibizioni includono anche errori e problemi tecnici durante la registrazione.

### I Proto-Kaw
Nel 2003 la Cuneiform Records ha pubblicato una raccolta di materiale registrato dalla band The Reasons, la formazione iniziale che aveva incluso lo stesso Livgren, Lynn Meredith, Creig Kew e Brad Schulz Sr. La band si è poi ricostituita nel 2004 con il nome di Proto-Kaw e ha pubblicato l'album Before Became After. Nel dicembre 2008, Livgren ha annunciato che i Proto-Kaw non stavano più insieme a causa degli altri impegni dei membri della band. Il CD su cui stavano lavorando, quando e se uscirà, sarà una versione solista di Livgren senza una data di uscita definita; si tratta di fatto del primo scioglimento della band. Il 6 agosto 2011, poco dopo la reunion, la band tenne un concerto a Kansas City per il loro quarto CD, intitolato Forth. il gruppo si scioglierà definitivamente nel 2019.

## Stile musicale
Pur mantenendo i principali tratti del chitarrista rock progressivo, si dimostra sin dagli esordi innovativo e sperimentatore: apporta infatti una netta evoluzione per quanto concerne l'effettistica, e inserisce nei brani degli assoli molto veloci e di sonorità potenti, vicini al primo heavy metal.

## Chitarre
- Gibson Les Paul

## Discografia

### Discografia solista

#### Album in studio
- 1980 - Seeds of Change
- 1984 - Time Line
- 1988 - Prime Mover
- 1989 - One of Several Possible Musiks
- 1994 - When Things Get Electric
- 1997 - Odyssey into the Mind's Eye
- 2000 - Collector's Sedition
- 2021 - The Resurrection Of Lazarus: A Cantata
- 2022 - Q.A.R.

#### Raccolte
- 1992 - Decade
- 2002 - The Best of Kerry Livgren
- 2008 - Decade n.2
- 2010 - Decade n.3

### Discografia con i Kansas
- 1974 - Kansas
- 1975 - Song for America
- 1975 - Masque
- 1976 - Leftoverture
- 1977 - Point of Know Return
- 1979 - Monolith
- 1980 - Audio-Visions
- 1982 - Vinyl Confessions
- 1983 - Drastic Measures
- 2000 - Somewhere to Elsewhere

### Discografia con i Proto-Kaw
- 2004 - Before Became After
- 2006 - The Wait of Glory
- 2011 - Forth
- 2016 - One Fine Day

### Discografia con la AD Band
- 1983 - Art of the State
- 1986 - Reconstructions

### Raccolte
- 2002 - The Best of Kerry Livgren

## Filmografia
- L'impostore, regia di Daniel Millican, (2008)